# Rohtas

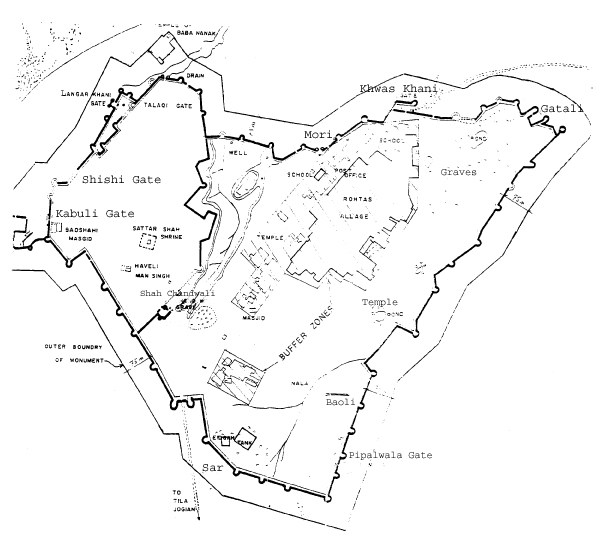
Grundriss des Forts

Die Festung von Rohtas, auch bekannt als Qila Rohtas (Urdu قلعۂ روہتاس qilʿa-yi Rohtās), ist eine bedeutende Festung im nördlichen Teil Pakistans in der Provinz Punjab. Sie gilt als herausragendes Beispiel für frühe muslimische Militärarchitektur in Zentral- und Südasien und zählt seit 1997 zum UNESCO-Weltkulturerbe.

## Geschichte
Im Jahr 1541 beauftragte Sher Shah Suri, der Gründer der Suri-Dynastie, den Bau der Festung. Sein Minister Todar Mal errichtete sie als einen Komplex massiver Verteidigungsanlagen, um sich gegen die Bedrohungen durch die Clans des Panjab sowie die Moguln unter Humayun zu schützen.
Sie wurde bis 1707 genutzt und später im 18. und 19. Jahrhundert unter der Herrschaft der Durrani- und Sikh-Führer erneut besetzt. Innerhalb der Festungsmauern entstand ein Dorf, das bis heute fortbesteht.

## Architektur und Merkmale
Die Festung erstreckt sich über 70 Hektar und ist von massiven Mauern umgeben, die eine Länge von über vier Kilometern aufweisen. Diese werden von 68 Bastionen flankiert und von 12 monumentalen Toren durchbrochen. Die unregelmäßige Struktur der Festung folgt den natürlichen Konturen des Hügels, auf dem sie erbaut wurde. Eine Innenmauer trennt die Zitadelle vom Rest des Forts. Interne Einrichtungen wie Baolis (Stufenbrunnen) ermöglichten die Selbstversorgung mit Wasser. In der Nähe des Kabuli-Tors befindet sich eine Moschee, die Shahi Masjid. Der Haveli (Palast) Man Singh wurde später in der Mogulzeit erbaut.
Die kunstvollen dekorativen Elemente des Forts sind besonders bemerkenswert, darunter Hoch- und Flachreliefschnitzereien, kalligraphische Inschriften in Marmor und Sandstein, Putzdekorationen und glasierte Fliesen.
Da der Komplex nie eingenommen wurde, ist er bis heute nahezu unversehrt erhalten.

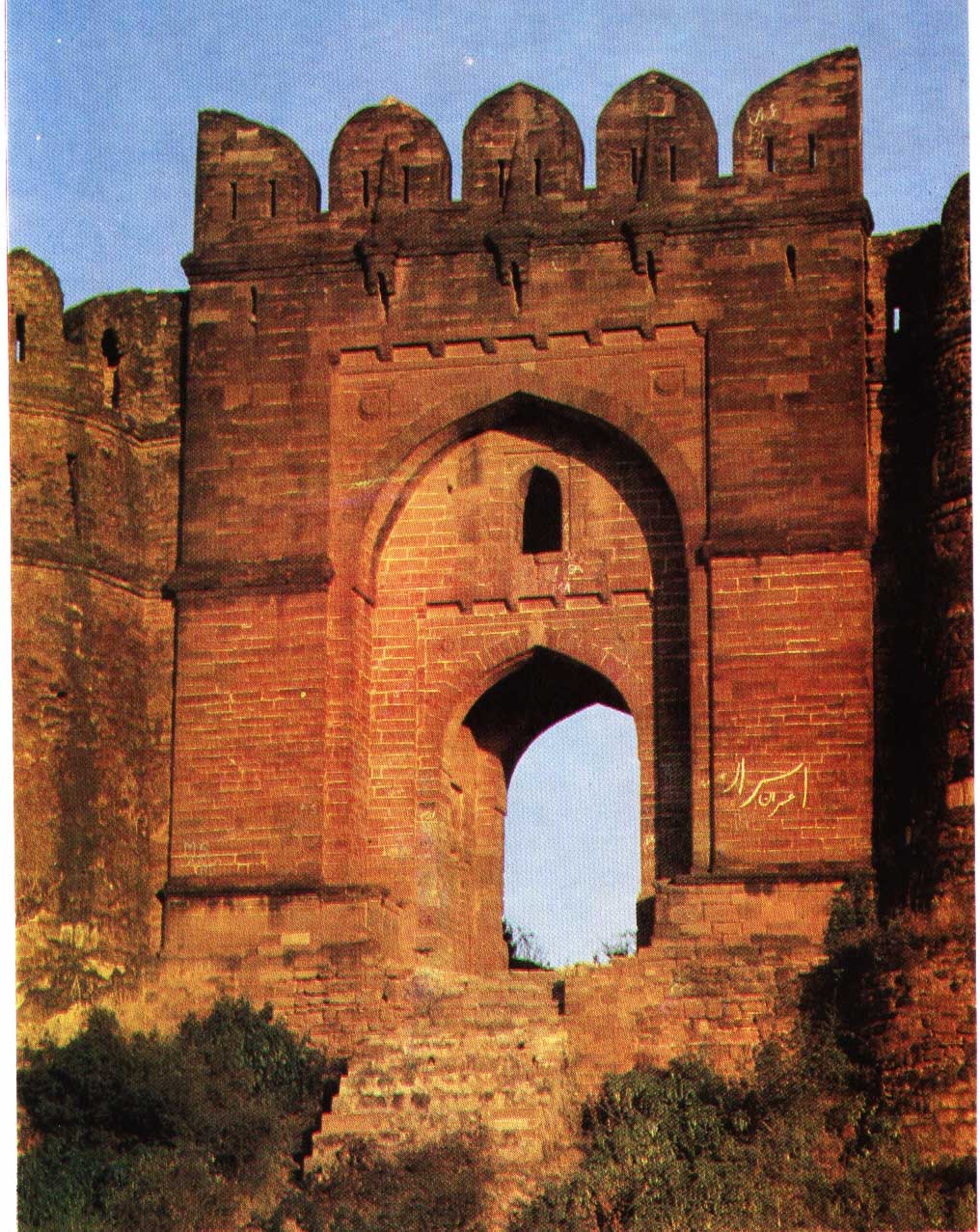
Kabuli-Tor
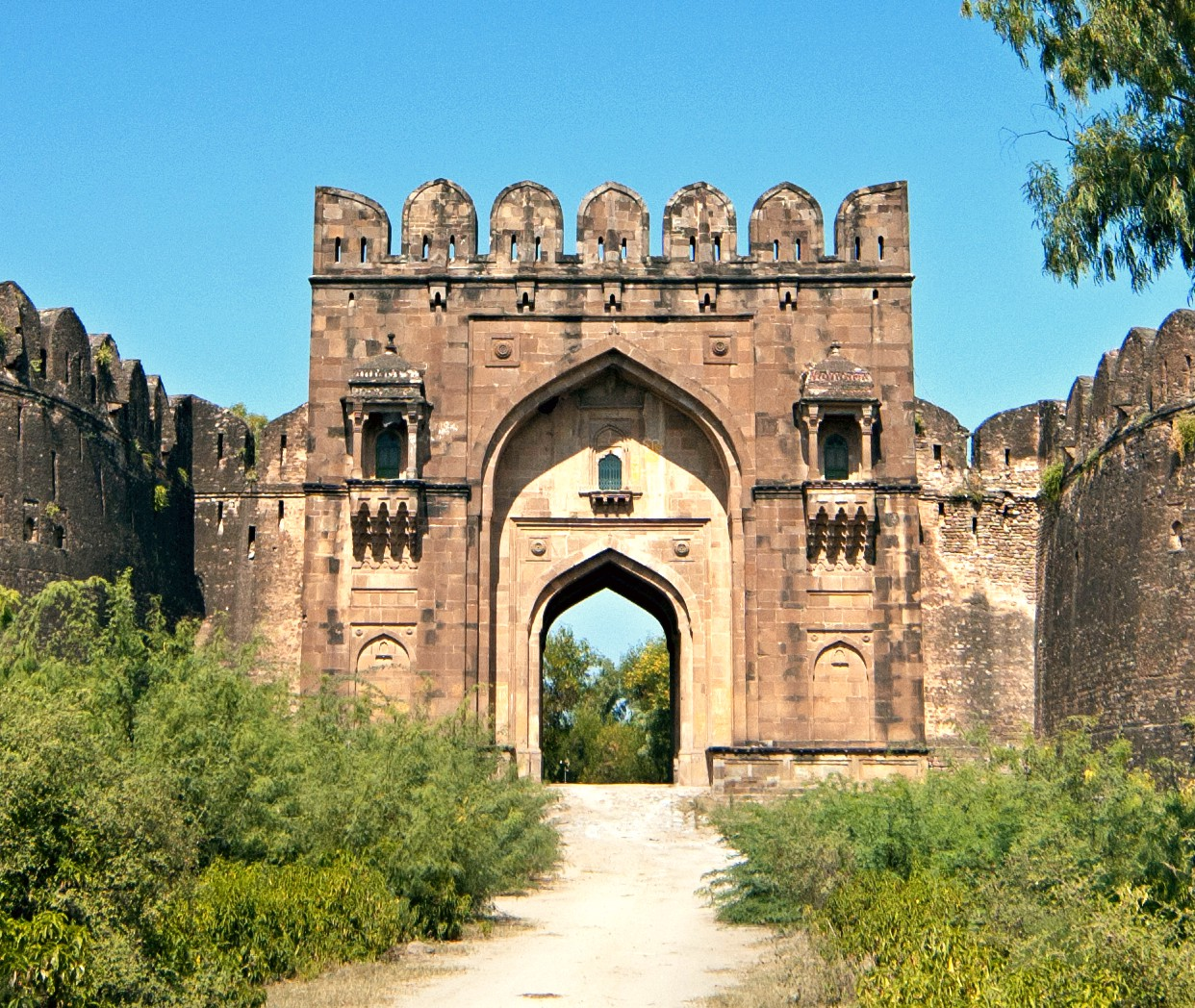
Sohail-Tor
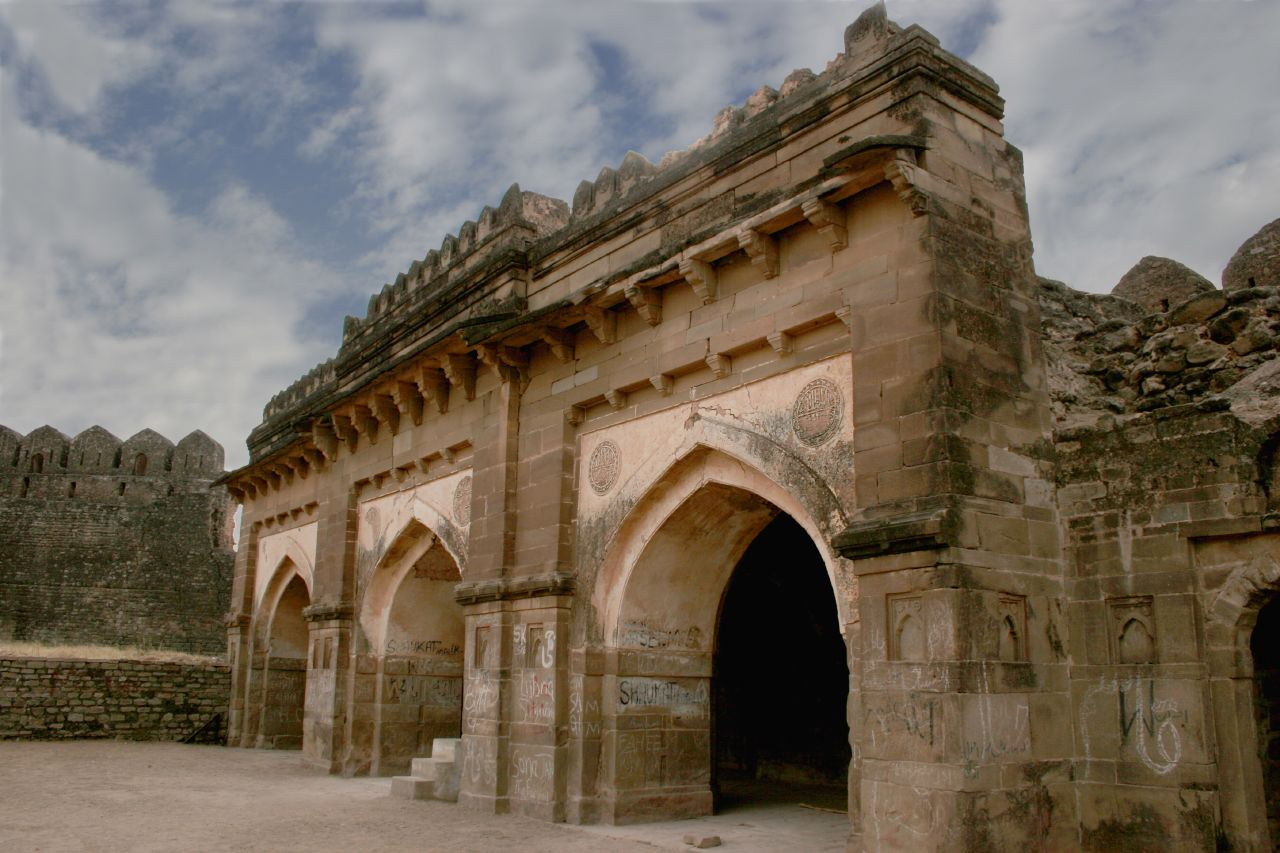
Eingang zur Moschee
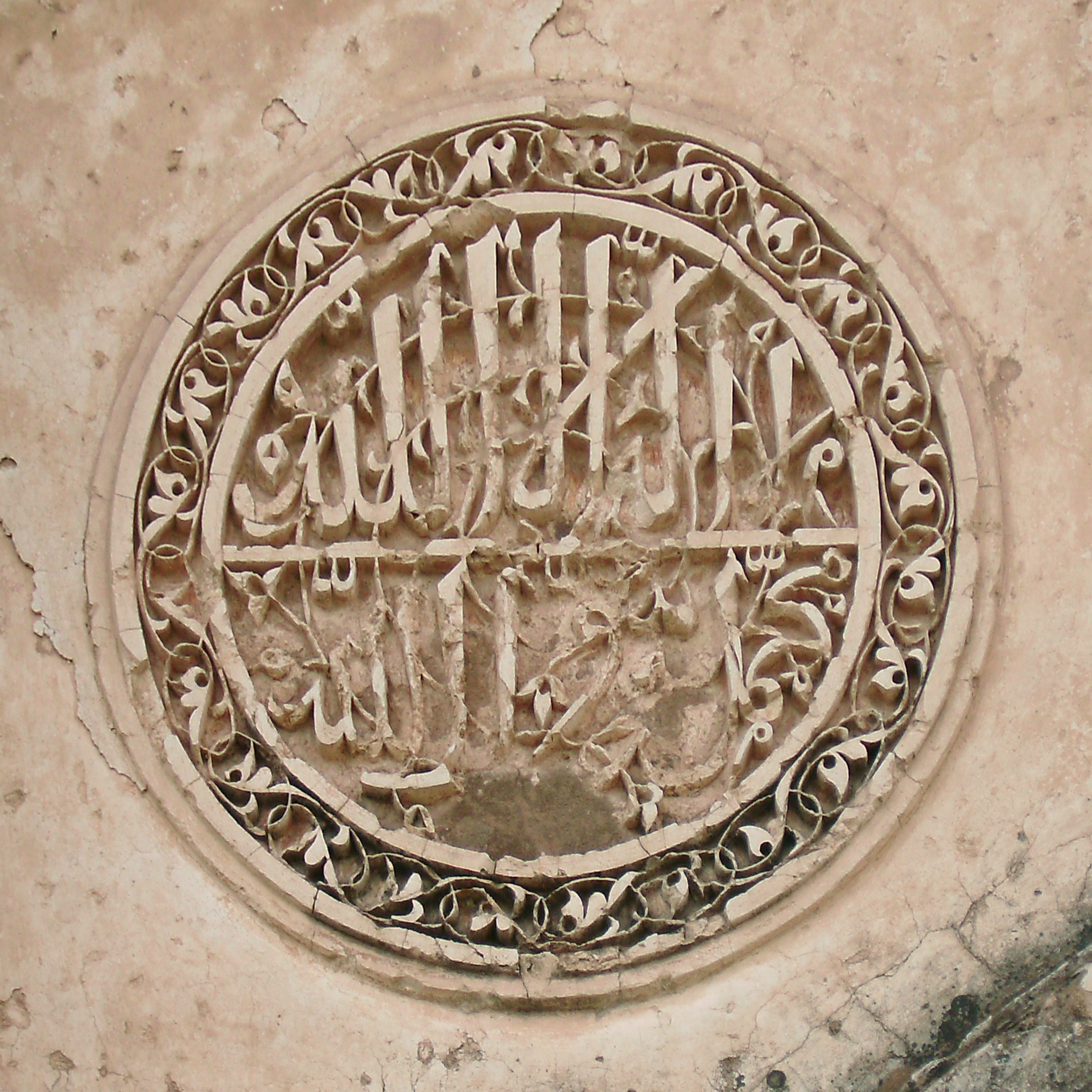
Geschnitzte Kalima am Torbogen

## Einfluss und Bedeutung
Die Festung Rohtas vereint architektonische und künstlerische Traditionen aus der Türkei und dem indischen Subkontinent und diente als Vorbild für spätere Entwicklungen in der Mogul-Architektur sowie in der europäischen Kolonialarchitektur.